# Kettlebells
En kettlebell (russisk: гиря, tr. girja) er en massiv jernkugle der bruges som redskab til styrketræning. Kuglen er forsynet med et håndtag, så den kan løftes og svinges i alle retninger.
Som alle redskaber kan træning med kettlebells kun være effektiv, hvis de bruges korrekt i sammenhæng med et godt træningsprogram.

## Brugsområde
Kettlebelltræning forbedrer styrke på flere områder: Fitness, ko-ordination, fleksibilitet, sunde og raske led og generel atletisk formåen.
Ligesom i andre idrætter, og de fleste af vores daglige aktiviteter i øvrigt, står man på sine fødder, når man træner med kettlebells, og træner sin evne til at skubbe, trække, svinge og kaste gennem et fuldt bevægelsesudslag i alle retninger, alt imens man genererer og kontrollerer kraft fra gulvet og opefter.
Kettlebelltræning består af sammensatte helkropsøvelser. Denne type træning involverer hele kroppen ved at udvikle funktionelle kvaliteter, fordi man som udøver er nødt til at stabilisere en vægt i alle former for bevægelsesplan på samme tid. Det betyder at flere muskler stimuleres samtidig, hvilet har en stor positiv effekt på det neuromuskulære system – altså samarbejdet mellem hjerne og muskler. Styrke afhænger ikke kun af muskelmasse, men også i høj grad af hvor godt nervesystemet kommunikerer med musklerne.
De gentagne, eksplosive styrkeøvelser træner også kredsløbssystemet, da musklerne behøver meget ilt for at kunne udføre træningen.

## Kettlebells som sport
I Rusland blev kettlebells til en sport, hvor atleter får 10 minutter til at tage så mange gentagelser som muligt uden at sætte kettlebells'ene ned undervejs. Sporten har siden bredt sig til resten af verden, omend den er relativt ny i Danmark.
Salget af kettlebells er fordoblet i 2015 i forhold til 2014, hvilket også må skyldes den øgede fokus på funktionel træning som kettlebells har ført med sig til norden[kilde mangler]